# Karl von Reichmeister
Karl Friedrich Alexander von Reichmeister (* 29. November 1810 in Osnabrück; † 22. Juli 1860 in Obornik) war ein preußischer Verwaltungsbeamter und Parlamentarier.

## Leben
Karl von Reichmeister wurde als Sohn des gleichnamigen Rittergutsbesitzers und Kammerherrn auf Winnenthal geboren. Nach dem Besuch des Gymnasiums in Bielefeld studierte er an der Rheinischen Friedrich-Wilhelms-Universität. 1831 wurde er Mitglied des Corps Borussia Bonn. Nach dem Studium wurde er 1837 Landrat des Kreises Obornik. 1848 war er Mitglied der Preußischen Nationalversammlung. 1852–1858 saß er im Preußischen Abgeordnetenhaus. Das Corps Borussia Bonn ernannte ihn zum Ehrenmitglied.
Er heiratete am 1. Juni 1856 Selma von dem Bussche-Ippenburg (* 13. Februar 1829), eine Tochter des Landrats Julius von dem Bussche-Ippenburg.